# Stanford, Kentucky
Stanford är administrativ huvudort i Lincoln County i Kentucky. En av de första bosättarna som kom till området hette Benjamin Logan. Samhället kallades först Logan's Fort eller St. Asaph som Logan själv ville kalla det. Postkontoret öppnades 1798 och Stanford fick status som stad år 1861. Enligt 2010 års folkräkning hade Stanford 3 487 invånare.